# Solanderia procumbens
Solanderia procumbens är en nässeldjursart som först beskrevs av Carter 1873.  Solanderia procumbens ingår i släktet Solanderia och familjen Solanderiidae.
Artens utbredningsområde är Indiska oceanen. Inga underarter finns listade i Catalogue of Life.